# Scirtes macroconcolor
Scirtes macroconcolor es una especie de coleóptero de la familia Scirtidae.

## Distribución geográfica
Habita en el oeste de   Australia.